# Humbertiodendron saboureaui
Humbertiodendron es un género monotípico de plantas pertenecientes a la familia Trigoniaceae que consiste en una especies. Su única especie Humbertiodendron saboureaui, es originaria de Madagascar, donde se encuentra en la Provincia de Toamasina.

## Taxonomía
Humbertiodendron saboureaui fue descrita por Jacques Désiré Leandri y publicado en Comptes Rendus Hebdomadaires des Séances de l'Académie des Sciences 229: 846–848, en el año 1949.
sinonimia
- Humbertodendron